# Грыбув (гмина)
Гмина Грыбув (пол. Gmina Grybów) — сельская гмина (волость) в Польше, входит как административная единица в Новосонченский повет, Малопольское воеводство. Население — 24 402 человека (на 2013 год).
Функцию административного центра гмины исполняет город Грыбув, который, однако, не входит в состав гмины, но он составляет отдельную городскую гмину. 

## Сельские округа
1. Бяла-Нижна
2. Бинчарова
3. Ходорова
4. Ценява
5. Флёрынка
6. Грудек
7. Кружлёва-Нижна
8. Кружлёва-Выжна
9. Концлёва
10. Польна
11. Пташкова
12. Сёлкова
13. Стара-Весь
14. Струже
15. Вавжка
16. Выскитна